# Уэдек, Николя
Николя́ Уэде́к (фр. Nicolas Ouédec; родился 28 октября 1971 года в Лорьяне, Франция) — французский футболист. Нападающий, известный по выступлениям за «Нант», «Эспаньол» и сборную Франции.

## Карьера
Николя — воспитанник молодёжной системы «Нанта». Дебютировал за клуб в возрасте 17 лет, где и провел свои лучшие годы, а также в составе которого в 1995 году выиграл Лигу 1. А годом ранее стал лучшим бомбардиром чемпионата, помог клубу закончить сезон на пятом месте и квалифицироваться в Кубок Европы.

## Достижения
- Чемпион Франции: 1994/95
- Лучший бомбардир Чемпионата Франции: 1993/94 (20 голов)